# 朴敏荷
朴敏荷（韓語：박민하，2007年7月2日—），另有译作朴旻厦、朴闵夏，兒童演員出身的韓國女演員、射擊運動員。父親為韓國知名新聞主播朴燦民。

## 演出作品

### 電視劇
- 2011年：MBC《不屈的兒媳婦》飾演 薇薇安娜
- 2012年：MBC《神的晚餐》飾演 宋妍羽（幼年）
- 2012年：MBC《阿娘使道傳》飾演 阿娘（幼年）
- 2013年：SBS《野王》飾演 河恩星
- 2013年：MBC《金子輕鬆出來吧》飾演 秦雅嵐
- 2013年：MBC《Drama Festival－不穩》
- 2015年：SBS《Mrs. Cop》飾演 徐荷恩
- 2016年：MBC《W－兩個世界》飾演 吳妍珠（幼年）
- 2018年：SBS《如果是她的話》飾演 姜多娜

### 電影
- 2013年：《流感》飾演 金美樂
- 2017年：《共助》飾演 姜娟雅
- 2022年：《共助2》飾演 姜娟雅

### MV
- 2013年：K.Will《Love Blossom》（與L）

### 綜藝節目
- 2012年：SBS《強心臟》
- 2013年：SBS《Running Man》EP 137

### 廣告代言
- 2011년 CJ제일제당 백설 사리원 불고기 양념

## 射擊經歷
2019年4月，參加大韓射擊聯盟在全羅北道任實郡主辦的第48屆文化體育觀光部長官旗全國學生射擊大賽的女子小學級別10米氣步槍比賽，以397.4分的成績刷新賽事紀錄，獲得第二名。
2020年9月25日，參加在慶尚北道浦項舉行的第42屆忠武旗全國初、高中生射擊大賽，以621.4分的成績刷新賽事紀錄，獲得初中生組別的冠軍。
2022年，在第46屆會長旗全國初高中學校射擊大賽中，以625.0分的成績獲得金牌。此後，加入韓國射擊青少年代表隊進行訓練。

## 外部連結
- 朴敏荷的Instagram帳戶
- 朴敏荷的X（前Twitter）
- 朴敏荷的Naver搜索結果 （页面存档备份，存于）